# Liste der Orte im Landkreis Straubing-Bogen
Die Liste der Orte im Landkreis Straubing-Bogen listet die 1252 amtlich benannten Gemeindeteile (Hauptorte, Kirchdörfer, Pfarrdörfer, Dörfer, Weiler und Einöden) im Landkreis Straubing-Bogen auf.

## Systematische Liste
Alphabet der Städte und Gemeinden mit den zugehörigen Orten.
- Die Gemeinde Aholfing mit 5 Gemeindeteilen:[2]
  - Pfarrdörfer Aholfing und Niedermotzing
  - Kirchdorf Obermotzing
  - Dorf Puchhof
  - Einöde Landstorf

- Die Gemeinde Aiterhofen mit 16 Gemeindeteilen:[3]
  - Pfarrdorf Aiterhofen
  - Kirchdörfer Ainbrach, Amselfing, Geltolfing und Niederharthausen
  - Dörfer Asham, Hermannsdorf, Hunderdorf, Moosdorf und Sand
  - Weiler Fruhstorf, Ödmühle und Rohrhof
  - Einöden Burgstall, Espermühle und Lindhof

- Die Gemeinde Ascha mit 26 Gemeindeteilen:[4]
  - Pfarrdorf Ascha
  - Kirchdorf Gschwendt
  - Dörfer Au und Willerszell
  - Weiler Bärnzell, Hagnzell, Herrnberg, Hochfeld, Höfling, Kienberg, Krähhof, Mühlau, Oberniedersteinach, Ramling, Weingraben und Willersberg
  - Einöden Deglholz, Edenhofen, Fahrmühl, Grünberg, Kumpfmühl, Oberascha, Pielhof, Thanhof, Unterniedersteinach und Wiesenzell

- Die Gemeinde Atting mit 5 Gemeindeteilen:[5]
  - Pfarrdorf Atting
  - Kirchdorf Rinkam
  - Weiler Einhausen
  - Einöden Bruckmühle und Wallmühle

- Die Stadt Bogen mit 77 Gemeindeteilen:[6]
  - Hauptort Bogen
  - Pfarrdörfer Bogenberg, Degernbach, Oberalteich und Pfelling
  - Dörfer Bärndorf, Brandlberg, Breitenweinzier, Einfürst, Furth, Grafenberg, Großlintach, Haid, Hörabach, Kleinlintach, Muckenwinkling, Niedermenach, Rankam, Waidholz und Waltersdorf
  - Weiler Anning, Dörfling, Eben, Frammelsberg, Freundorf, Hofweinzier, Iglhaft, Irrn, Liepolding, Mitterbühl, Mühlthal, Nesselbach, Ohmühl, Rainfurt, Stephling, Trudendorf, Unterfreundorf, Unterpischlsberg, Unterwieden und Weingraben
  - Einöden Autsdorf, Edenhofen, Edt, Frath, Fröschlhof, Gottesberg, Grubhof, Grubhöh, Häuselberg, Haushof, Hinterschida, Hofstadt, Hohenried, Hutterhof, Lenach, Lohhof, Metzgerhof, Mittermühl, Mitterschida, Muggenthal, Niederried, Oberfreundorf, Obermenach, Oberpischlsberg, Oberried, Oberwieden, Ödhof, Oppersdorf, Osterberg, Sandhof, Stegholz, Stegmühl, Vorderschida, Waidbach, Weidenhofen, Weiherhäusl und Weinberg

- Die Gemeinde Falkenfels mit 11 Gemeindeteilen:[7]
  - Kirchdorf Falkenfels
  - Dörfer Hirschberg, Riederszell und Siglbrunn
  - Weiler Roth, Socka und Weinfurth
  - Einöden Holzmühle, Rothmühl, Sankt Johann und Stegmühl

- Die Gemeinde Feldkirchen mit 16 Gemeindeteilen:[8]
  - Pfarrdorf Feldkirchen
  - Kirchdörfer Gundhöring, Hirschkofen und Opperkofen
  - Dorf Mitterharthausen
  - Weiler Au, Hierlbach, Innerhienthal, Lindloh und Weiling
  - Einöden Aign, Bärnzahn, Ehethal, Neufang, Saulbach und Waashof

- Die Stadt Geiselhöring mit 49 Gemeindeteilen:[9]
  - Hauptort Geiselhöring
  - Pfarrdorf Hainsbach
  - Kirchdörfer Frauenhofen, Greißing, Großaich, Hadersbach, Haindling, Hirschling, Oberharthausen, Pönning, Sallach und Wallkofen
  - Dörfer Dettenkofen und Gingkofen
  - Weiler mit Kirche Malchesing
  - Weiler Dungerfalter, Frey, Gaishauben, Groß, Gunting, Haindlingberg, Hart, Helmprechting, Oberholzen, Pullach und Tuffing
  - Einöde mit Kirche Antenring
  - Einöden Englhof, Gallhofen, Grollhof, Haagmühl, Illbach, Kaltenbrunn, Kleinaich, Kleinpönning, Kleinwissing, Kolbach, Königswinkl, Kraburg, Langhof, Lohmühle, Obergallhofen, Oberndorf, Reisberg, Schelmenloh, Weidmühle, Weingarten und Wissing. Die Mühle Schieglmühle

- Die Gemeinde Haibach mit 76 Gemeindeteilen:[10]
  - Pfarrdörfer Elisabethszell und Haibach
  - Dörfer Buchet, Hiening, Hitzenberg, Irschenbach, Leimbühlholz, Obergrub, Prünstfehlburg, Radmoos, Recksberg, Roßhaupten, Semmersdorf und Wahdorf
  - Weiler Altenried, Altvielreich, Biel, Bielberg, Birka, Blöß, Edenhof, Ehren, Froschau, Glasberg, Gnadendorf, Hacksberg, Hofberg, Krautgartenholz, Kreuzhaus, Krottenholz, Kufhäusern, Landasberg, Loidershof, Maierhofen, Obernebling, Pfarrerberg, Pillersberg, Ratzing, Redlingsfurth, Riedelswald, Sägmühl, Schuhchristleger, Seemuck, Siegenfurt, Sollerwies, Sommerberg, Tempelhof, Thanhaus, Thanholz, Untergrub, Unternebling, Vornwald und Weingarten
  - Einöden Abendberg, Bachwies, Bonholz, Bühl, Dammersdorf, Eben, Hartmannsgrub, Herrnwies, Herrnwies, Lanzlberg, Leithen, Neurimmersdorf, Neuvielreich, Obermühl, Pirkmühl, Riedern, Schmidberg, Seign, Sollerholz, Stegberg, Stegbergmühl, Waldwies und Winterberg

- Die Gemeinde Haselbach mit 50 Gemeindeteilen:[11]
  - Pfarrdorf Haselbach
  - Dörfer Pfarrholz, Rogendorf, Schwarzendachsberg und Thurasdorf
  - Weiler Auried, Bayerischbühl, Bruckhof, Bumhofen, Dammersdorf, Dietersdorf, Edt, Felling, Frommried, Hofstetten, Höllgrub, Kapflhof, Oberwiesing, Reihnbachholz, Rosenhof, Roßhaupten, Steckenhof, Tiefenbach, Unterholzen, Unterwiesing, Uttendorf, Weißendachsberg, Wenamühl und Zachersdorf
  - Einöden Buchhof, Dürrmaul, Einstück, Exlarn, Gonnersdorf, Großaich, Haidbühl, Hamberg, Höfling, Höllberg, Höllhaus, Kleineich, Leimbühl, Leimbühlholz, Meisenthal, Reiben, Rothhäusl, Schindlfurth, Schmelling, Schwarzenstein und Ziermühl

- Die Gemeinde Hunderdorf mit 38 Gemeindeteilen:[12]
  - Pfarrdorf Hunderdorf
  - Kirchdorf Hofdorf
  - Dörfer Au vorm Wald, Bauernholz, Gaishausen, Hoch, Lindfeld, Lintach, Rammersberg, Schafberg, Steinburg, Stetten, Thananger und Wegern. Die Siedlung Ehren
  - Weiler Brandstatt, Breitfeld, Ebenthan, Ellaberg, Grub, Haselquanten, Hochholz, Oberhunderdorf, Oberstetten, Öd, Röhrnau, Sollach und Starzenberg
  - Einöden Berndorferholz, Egern, Eglsee, Grabmühl, Irlach, Lindenbrunn, Neidau, Riglberg, Stockwies und Weinberg

- Die Gemeinde Irlbach mit 3 Gemeindeteilen:[13]
  - Pfarrdorf Irlbach
  - Dorf Entau
  - Weiler Sophienhof

- Die Gemeinde Kirchroth mit 25 Gemeindeteilen:[14]
  - Pfarrdörfer Kirchroth und Pondorf
  - Kirchdörfer Kößnach und Niederachdorf
  - Dörfer Aufroth, Krumbach, Neuroth, Obermiethnach, Oberzeitldorn, Pillnach, Pittrich, Roith, Thalstetten und Untermiethnach
  - Weiler Bachhof, Leiten, Stadldorf und Weiher
  - Einöden Breimbachmühle, Eichlberg, Kiefelmauth, Neudau, Neumühl, Pichsee und Wasenhof

- Die Gemeinde Konzell mit 59 Gemeindeteilen:[15]
  - Pfarrdorf Konzell
  - Kirchdorf Gossersdorf
  - Dörfer Auggenbach, Denkzell, Ichendorf, Kasparzell, Punzendorf und Streifenau
  - Weiler Artlsöd, Forsting, Geiersberg, Großhöfling, Hadermühl, Haid, Haiderhof, Hintergrub, Hochfeld, Hochholz, Hof, Holzhaus, Ichenberg, Kleinhöfling, Kleinmenhaupten, Konzell-Süd, Kreut, Kumpfmühl, Pöslasberg, Rettenbach, Riemersdorf, Sicklasberg, Sonnberg, Stocka und Weiher
  - Einöden Aign, Bleichhaus, Blumern, Buchstauden, Burgstadl, Eckstahl, Gallner, Glasbrunn, Großwieden, Gsang, Hadergrub, Hofen, Höllhof, Irlberg, Kleinbruck, Kleinmenach, Kleinwieden, Kölburg, Kuniskofen, Menhaupten, Reiben, Röhrmühle, Scheibelsried, Stockhaus, Viertl und Waldmenach

- Die Gemeinde Laberweinting mit 31 Gemeindeteilen:[16]
  - Pfarrdörfer Allkofen, Grafentraubach, Hofkirchen und Laberweinting
  - Kirchdörfer Asbach, Eitting, Franken, Haader, Neuhofen, Obergraßlfing und Weichs
  - Dörfer Habelsbach, Haimelkofen, Osterham und Untergraßlfing
  - Weiler Aumühle, Leitersdorf, Ödwiesen, Reuth und Zeißlhof
  - Einöden Arnkofen, Brech, Bruckhof, Eckenthal, Hakirchen, Hart, Hinterbach, Kreuth, Poschenhof, Reichermühle und Ruhstorf

- Die Gemeinde Leiblfing mit 51 Gemeindeteilen:[17]
  - Pfarrdorf Leiblfing
  - Kirchdörfer Eschlbach, Hailing, Hankofen, Metting, Mundlfing, Niedersunzing, Obersunzing und Schwimmbach
  - Dörfer Haidersberg, Oberwalting und Rutzenbach
  - Weiler Affa, Altfalterloh, Eschlspitz, Fierlbrunn, Frauenholz, Grünberg, Haid, Hardt, Holzmauer, Kapitelholz, Rauher, Reithof, Roßhart, Seibersdorf und Sondergai
  - Einöden Aspersgrund, Burgstall, Dirschkirn, Fendl, Fußmühle, Großklöpfach, Haid bei Metting, Hausmetting, Hetzhof, Jägerberg, Kaltenbrunn, Kleinklöpfach, Kornbach, Kriegsstadl, Radlmoos, Rohrhof, Rothmühle, Schleinkof, Schwineck, Siffelbrunn, Spitalholz, Straßmühle, Wackerstall und Weihern

- Die Gemeinde Loitzendorf mit 22 Gemeindeteilen:[18]
  - Pfarrdorf Loitzendorf
  - Dörfer Kager, Rißmannsdorf, Rottensdorf und Streitberg
  - Weiler Au, Auhof, Gittensdorf, Heubeckengrub, Höhenstadl, Holzhof, March, Obermannbach und Pfauhof
  - Einöden Berghaus, Blüthensdorf, Edenhof, Gallnerwies, Holzhaus, Kleinfeld, Maierhofen und Stockwies

- Der Markt Mallersdorf-Pfaffenberg mit 51 Gemeindeteilen:[19]
  - Hauptort Mallersdorf
  - Pfarrdörfer Ascholtshausen, Holztraubach  und Westen
  - Kirchdörfer Niederlindhart, Oberellenbach, Oberhaselbach, Oberlindhart, Steinkirchen und Upfkofen
  - Dörfer Ettersdorf, Mitterhaselbach, Ried, Steinrain und Unterhaselbach
  - Ehemaliger Markt Pfaffenberg
  - Weiler Berghausen, Dillkofen, Galling, Holzen, Hörgelsdorf, Kumpfmühle, Neuburg, Oberhausen, Schierlmühle, Stiersdorf, Unterellenbach und Winkl
  - Einöden Baumühle, Breitenhart, Hainkirchen, Hainthal, Hirschenkreuth, Hochstetten, Klause, Kleinzaitzkofen, Lehrlbach, Pisat, Roith, Scharn, Schöfbach, Seethal, Stofflach, Unterhausen, Wagensonn, Waldhof, Waschmühle, Weilnberg, Weinberg, Winisau und Winklmühle

- Die Gemeinde Mariaposching mit 17 Gemeindeteilen:[20]
  - Pfarrdorf Mariaposching
  - Kirchdorf Breitenhausen
  - Dörfer Fahrndorf, Haberswöhr, Hundldorf, Loham und Moos
  - Weiler Bruch, Burgstall, Draht, Eng, Höhenrain und Kohlstadt
  - Einöden Breitenrain, Sommersdorf, Steinrain und Tradt

- Der Markt Mitterfels mit 36 Gemeindeteilen:[21]
  - Hauptort Mitterfels
  - Dörfer Hinterbuchberg, Scheibelsgrub und Weingarten
  - Weiler Aign, Höfling, Hörmannsberg, Kreuzkirchen, Oberhartberg, Talmühle, Unterhartberg, Vorderbuchberg und Wollersdorf
  - Einöden Aichmühl, Auhof, Dunk, Einfürst, Eisenhart, Englberg, Großkohlham, Hagnberg, Herrnberg, Höllmühl, Kastenfeld, Kleinkohlham, Kögl, Miething, Neumühle, Pürstenberg, Schoppühl, Spornhüttling, Steinhaus, Steinrießl, Straßhof, Wiespoint und Zackenberg

- Die Gemeinde Neukirchen mit 65 Gemeindeteilen:[22]
  - Pfarrdorf Neukirchen
  - Kirchdorf Pürgl
  - Dörfer Au, Bachersgrub, Bühel, Grad, Haggn, Inderbogen, Obermühlbach, Sparr, Stippich, Taußersdorf und Unterwachsenberg
  - Weiler Autsdorf, Buchaberg, Buchamühl, Dörnau, Edersberg, Feldhof, Hungerszell, Kager, Lohhof, Lohmühl, Mitterkogl, Mitterwachsenberg, Niederhofen, Oberkogl, Prünst, Radmoos, Rimbach II, Schickersgrub, Steg und Untermühlbach
  - Einöden Angermühl, Birkhof, Brandlehen, Bühelberg, Burkasberg, Dießenbach, Dießenberg, Fremdstuhl, Graben, Hacka, Haggnberg, Hochstraß, Höfling, Irlach, Irlmühle, Kreuzhaus, Langholz, Lehenfeld, Maulhof, Mitterberg, Notzling, Oberwachsenberg, Öd bei Buchamühl, Oed bei Reisach, Plenthof, Reisach, Schelnbach, Seethal, Thannerhof, Unterkogl und Unterwolfessen
  - Sonstiger Ort Rimbach I

- Die Gemeinde Niederwinkling mit 34 Gemeindeteilen:[23]
  - Pfarrdörfer Oberwinkling und Waltendorf
  - Kirchdörfer Niederwinkling und Welchenberg
  - Dörfer Aicha, Buglau, Dürnhaid und Seiderau
  - Weiler Alkofen, Asbach, Espern, Haag, Hagengrub, Haid, Hochstetten, Höhl, Langenrain, Lauterbach, Lehel, Mitterrain, Moos, Odenberg und Vorbühl
  - Einöden Albertskirchen, Anger, Bruch, Kammerau, Lenzing, Lohholz, Petzendorf, Sagstetten, Schrolling, Steinerrain und Stephlingerstand

- Die Gemeinde Oberschneiding mit 34 Gemeindeteilen:[24]
  - Pfarrdörfer Oberschneiding und Reißing
  - Dörfer Büchling, Fierlbach, Großenpinning, Hölldorf, Lichting, Meindling, Münchshöfen, Niederschneiding, Niederwalting, Padering, Rainting, Riedling, Schnatting, Siebenkofen, Strähberg, Taiding und Wolferkofen
  - Weiler Grafling, Kleinpinning, Kleintaiding, Münchsdorf, Neubüchling, Peinkofen und Rennerhof
  - Einöden Eglsee, Hienhart, Lichtenberg, Lichthof, Lohhof, Neuhausen, Noisling und Schierlhof

- Die Gemeinde Parkstetten mit 16 Gemeindeteilen:[25]
  - Pfarrdorf Oberparkstetten
  - Kirchdorf Reibersdorf
  - Dörfer Friedenhain, Scheften und Unterparkstetten
  - Weiler Fischerdorf, Roithof und Unterharthof
  - Einöden Bielhof, Oberharthof, Scheftenhäusl, Scheftenhof, Scheftenmühle, Stockmühle, Thurasdorf und Thurnhof

- Die Gemeinde Perasdorf mit 42 Gemeindeteilen:[26]
  - Pfarrdorf Perasdorf
  - Dörfer Haigrub, Höhenberg und Kohlwessen
  - Weiler Hintersollach, Kitzholz, Mühlbogen, Oberrottensdorf, Schwarzenstein, Unterholzen, Unterlindberg, Unterperasdorf, Unterschellnberg, Walpersberg, Wessen, Wieden und Wolfessen
  - Einöden Außersollach, Bach, Bucha, Elend, Gattendorf, Grub, Häferberg, Hailnstein, Hauersäge, Heilingmühl, Hochstetten, Kipfstuhl, Leimbühl, Lengfeld, Oberlindberg, Oberschellnberg, Osteranger, Rautenstock, Ried, Schachten, Schellnbach, Unterrottensdorf, Wetzstein und Wieshof
  - Kloster Kostenz

- Die Gemeinde Perkam mit 5 Gemeindeteilen:[27]
  - Pfarrdorf Perkam
  - Dörfer Pilling und Radldorf
  - Weiler Bernloh und Veitsberg

- Die Gemeinde Rain mit 4 Gemeindeteilen:[28]
  - Kirchdörfer Dürnhart, Rain und Wiesendorf
  - Dorf Bergstorf

- Die Gemeinde Rattenberg mit 55 Gemeindeteilen:[29]
  - Pfarrdorf Rattenberg
  - Kirchdorf Neurandsberg
  - Dörfer Baumgarten, Engelsdorf, Gneißen, Grub, Hammersdorf, Hochholz, Kriseszell, Oberbocksberg, Siegersdorf, Steinachern, Untergschwandt und Wies
  - Weiler Almhofen, Altwies, Bruckhof, Buglmühl, Hinterfelling, Hubing, Kellburg, Maulendorf, Moosmühl, Neuhammer, Obergschwandt, Oberstein, Pareszell, Redlmühl, Renften, Riedelswald, Schergengrub, Unterholzen, Unterstein, Unterumwangen, Vornwald, Wassesbühl, Weberhäusl, Weisholz, Zierling und Ziernberg
  - Einöden Aufeld, Bremeck, Bühlhof, Friedenstadl, Haderhaus, Hochwies, Irlmühl, Maierhof, Oberumwangen, Ödhof, Stockhaus, Vorderfelling, Weidenhof, Weidenschaft und Zellwies

- Die Gemeinde Rattiszell mit 37 Gemeindeteilen:[30]
  - Pfarrdorf Rattiszell
  - Kirchdörfer Haunkenzell, Herrnfehlburg und Pilgramsberg
  - Dörfer Bühl, Eggerszell, Euersdorf, Hüttenzell und Plenting
  - Weiler Emmersdorf, Erpfenzell, Hinterascha, Machtenhof, Maiszell, Mutzendorf, Neundling, Oberweinberg, Spormühl, Straßhäuser und Wäscherszell
  - Einöden Ederszell, Eiermühle, Eiserszell, Gmeinwies, Großneundling, Gschwellhof, Irling, Jubelheim, Körbling, Limpflbach, Niedereier, Pfaffenberg, Pfahlhaus, Schwachshof, Unterweinberg, Zisterau und Zisterhof

- Die Gemeinde Salching mit 12 Gemeindeteilen:[31]
  - Pfarrdorf Oberpiebing
  - Kirchdörfer Kirchmatting und Salching
  - Dörfer Niederpiebing und Piering
  - Weiler mit Kirche Matting
  - Weiler Ausserhienthal, Maierhof und Pfaffenpoint
  - Einöden Aufham, Aumühle und Kienoden

- Die Gemeinde Sankt Englmar mit 28 Gemeindeteilen:[32]
  - Pfarrdorf Sankt Englmar
  - Kirchdorf Rettenbach
  - Dörfer Glashütt, Grün, Hilm, Klinglbach, Klingldorf und Maibrunn
  - Weiler Ahornwies, Grünmühl, Haidberg, Hof, Hügelhof, Kolmberg, Mitterberg, Münchszell und Sankt Egidi
  - Einöden Großwiese, Hinterwies, Loderwinkl, Markbuchen, Meinstorf, Oberhaag, Prellerhaus, Reisach, Staudenau, Unterhaag und Zellwies

- Der Markt Schwarzach mit 67 Gemeindeteilen:[33]
  - Hauptort Schwarzach
  - Dörfer Absetz, Albertsried, Allersdorf, Amosried, Degenberg, Edersdorf, Gaißing, Lindforst, Mühlberg und Wimpassing
  - Weiler Burghausen, Grandsberg, Hanselberg, Harpfen, Haslach, Hinterdegenberg, Oberhofen, Ponholz, Schönbühl, Staudach, Thal, Tiefendorf, Velling und Weißach
  - Einöden Aimühl, Arnetstein, Ay, Baumgarten, Bucha, Bühel bei Schwarzach, Bühel bei Weißach, Damersbach, Dreiwies, Eben, Ed, Edbühel, Etting, Forst, Gaimersbühel, Grünbühel, Grünstein, Gumpersberg, Harpfenmühl, Hinterhof, Hof, Höhenberg, Holz, Hölzl, Irlbruck, Irlmühl, Kammühl, Kumpfmühl, Niederhofen, Penzkofen, Pitzenfeld, Pitzenloh, Prettbach, Reisachmühl, Reißen, Riedhof, Riedloh, Rohrmühl, Stockach, Strahberg und Vorderhof
  - Wallfahrtskirche (-kapelle) Weißenberg

- Die Gemeinde Stallwang mit 43 Gemeindeteilen:[34]
  - Pfarrdörfer Stallwang und Wetzelsberg
  - Kirchdorf Schönstein
  - Dörfer Eggersberg, Landorf und Steinernkreuz
  - Weiler Auersdorf, Grub, Haidhof, Hof, Niederkinsach, Ried, Stubenhof, Stützenbrunn, Treffendorf, Untermannbach, Utzmannsdorf und Weihermühl
  - Einöden Altenhofen, Buchet, Großfeld, Grünleiten, Hagmühl, Haselmühle, Höhenstein, Irlmühl, Kammersdorf, Königseck, Kuglmühl, Oberkinsach, Ödling, Penzhaus, Piehlhof, Piehlmühl, Reichersdorf, Reisach, Rißmühl, Roßberg, Sägmühl, Schleißersgrub, Steinberg, Steinbühl und Tiefengraben

- Die Gemeinde Steinach mit 17 Gemeindeteilen:[35]
  - Pfarrdörfer Münster und Steinach
  - Dörfer Agendorf, Wolferszell und Wolfsberg
  - Weiler Berghof, Hoerabach, Moos, Pellham, Rotham und Wiedenhof
  - Einöden Bruckmühle, Helmberg, Höpflhof, Kapflberg, Sackhof und Wolfsdrüssel

- Die Gemeinde Straßkirchen mit 15 Gemeindeteilen:[36]
  - Pfarrdörfer Schambach und Straßkirchen
  - Kirchdorf Paitzkofen. Das Dorf Stetten
  - Weiler Gänsdorf, Haberkofen, Makofen, Niederast und Thal
  - Einöden Ackerhof, Haidhof, Oedhof, Seehof und Tiefenbrunn
  - Sonstiger Ort Putzenhofen

- Die Gemeinde Wiesenfelden mit 87 Gemeindeteilen:[37]
  - Pfarrdörfer Heilbrunn, Saulburg, Wiesenfelden und Zinzenzell
  - Dörfer Auenzell, Bogenroith, Engelbarzell, Frath, Geraszell, Geßmannszell, Göttlingerhöfen, Großviecht, Haunsbach, Höhenberg, Hötzelsdorf, Kleinviecht, Pichlberg, Schwemm, Thurasdorf und Utzenzell
  - Weiler Emmerszell, Forstbrunn, Hagnhöfen, Hauptenberg, Hub, Jägershöfen, Kager, Kesselboden, Kieselhaus, Kragenroth, Lehenbach, Mittnach, Niederroith, Oberroith, Öd, Rothenbrunn, Schiederhof, Schönbrunn, Spitzhaus, Thennengraben, Weiherhaus, Wullendorf, Zieger, Zieglhaus und Zirnberg
  - Einöden Altenhof, Augenthal, Beinstreich, Bleichhaus, Bühlhaus, Ebenhof, Edenhof, Elend, Fahrnhaus, Gellersdorf, Grabmühl, Grand, Grasleiten, Gscheibtebuchen, Hammermühl, Haslstein, Heißenzell, Hirschberg, Hochhölzl, Hochried, Kagerhof, Kälberhof, Kleinneundling, Kragnmühl, Kuchlhof, Neudeck, Neuhaus, Neumühle, Neuweiher, Oberhof, Ödenried, Prommersberg, Rohrloh, Roßmühle, Rothenberg, Rupertshof, Sankt Rupert, Stadlberg, Staudenhaus, Vilsmoos, Vogelsang und Wastlhof

- Die Gemeinde Windberg mit 27 Gemeindeteilen:[38]
  - Pfarrdorf Windberg
  - Dörfer Irensfelden, Meidendorf und Ried
  - Weiler Biehl, Dambach, Herrnbirket, Kreuzberg, Netzstuhl, Oberbucha, Ochsenweiher, Staudach, Unterbucha, Unterbuchaberg und Wassergraben
  - Einöden Böhmhäuser, Böhmhöfl, Fahrenloh, Feiertaghof, Fischbehälter, Gartenhaus, Hof, Hohenthan, Jacklhäusl, Klostermühle, Sandweg und Sernhäusl

## Alphabetische Liste
In Fettschrift erscheinen die Orte, die namengebend für die Gemeinde sind.

### A
- Abendberg zu Haibach
- Absetz zu Schwarzach
- Ackerhof zu Straßkirchen
- Affa zu Leiblfing
- Agendorf zu Steinach
- Aholfing
- Ahornwies zu Sankt Englmar
- Aicha zu Niederwinkling
- Aichmühl zu Mitterfels
- Aign zu Feldkirchen
- Aign zu Konzell
- Aign zu Mitterfels
- Aimühl zu Schwarzach
- Ainbrach zu Aiterhofen
- Aiterhofen
- Albertskirchen zu Niederwinkling
- Albertsried zu Schwarzach
- Alkofen zu Niederwinkling
- Allersdorf zu Schwarzach
- Allkofen zu Laberweinting
- Almhofen zu Rattenberg
- Altenhof zu Wiesenfelden
- Altenhofen zu Stallwang
- Altenried zu Haibach
- Altfalterloh zu Leiblfing
- Altvielreich zu Haibach
- Altwies zu Rattenberg
- Amosried zu Schwarzach
- Amselfing zu Aiterhofen
- Anger zu Niederwinkling
- Angermühl zu Neukirchen
- Anning zu Bogen
- Antenring zu Geiselhöring
- Arnetstein zu Schwarzach
- Arnkofen zu Laberweinting
- Artlsöd zu Konzell
- Asbach zu Laberweinting
- Asbach zu Niederwinkling
- Ascha
- Ascholtshausen zu Mallersdorf-Pfaffenberg
- Asham zu Aiterhofen
- Aspersgrund zu Leiblfing
- Atting
- Au zu Ascha
- Au zu Feldkirchen
- Au zu Loitzendorf
- Au zu Neukirchen
- Au vorm Wald zu Hunderdorf
- Auenzell zu Wiesenfelden
- Auersdorf zu Stallwang
- Aufeld zu Rattenberg
- Aufham zu Salching
- Aufroth zu Kirchroth
- Augenthal zu Wiesenfelden
- Auggenbach zu Konzell
- Auhof zu Loitzendorf
- Auhof zu Mitterfels
- Aumühle zu Laberweinting
- Aumühle zu Salching
- Auried zu Haselbach
- Ausserhienthal zu Salching
- Außersollach zu Perasdorf
- Autsdorf zu Bogen
- Autsdorf zu Neukirchen
- Ay zu Schwarzach

↑ Zurück zum Inhaltsverzeichnis

### B
- Bach zu Perasdorf
- Bachersgrub zu Neukirchen
- Bachhof zu Kirchroth
- Bachwies zu Haibach
- Bärndorf zu Bogen
- Bärnzahn zu Feldkirchen
- Bärnzell zu Ascha
- Bauernholz zu Hunderdorf
- Baumgarten zu Rattenberg
- Baumgarten zu Schwarzach
- Baumühle zu Mallersdorf-Pfaffenberg
- Bayerischbühl zu Haselbach
- Beinstreich zu Wiesenfelden
- Berghaus zu Loitzendorf
- Berghausen zu Mallersdorf-Pfaffenberg
- Berghof zu Steinach
- Bergstorf zu Rain
- Berndorferholz zu Hunderdorf
- Bernloh zu Perkam
- Biehl zu Windberg
- Biel zu Haibach
- Bielberg zu Haibach
- Bielhof zu Parkstetten
- Birka zu Haibach
- Birkhof zu Neukirchen
- Bleichhaus zu Konzell
- Bleichhaus zu Wiesenfelden
- Blöß zu Haibach
- Blumern zu Konzell
- Blüthensdorf zu Loitzendorf
- Bogen
- Bogenberg zu Bogen
- Bogenroith zu Wiesenfelden
- Böhmhäuser zu Windberg
- Böhmhöfl zu Windberg
- Bonholz zu Haibach
- Brandlberg zu Bogen
- Brandlehen zu Neukirchen
- Brandstatt zu Hunderdorf
- Brech zu Laberweinting
- Breimbachmühle zu Kirchroth
- Breitenhart zu Mallersdorf-Pfaffenberg
- Breitenhausen zu Mariaposching
- Breitenrain zu Mariaposching
- Breitenweinzier zu Bogen
- Breitfeld zu Hunderdorf
- Bremeck zu Rattenberg
- Bruch zu Mariaposching
- Bruch zu Niederwinkling
- Bruckhof zu Haselbach
- Bruckhof zu Laberweinting
- Bruckhof zu Rattenberg
- Bruckmühle zu Atting
- Bruckmühle zu Steinach
- Bucha zu Perasdorf
- Bucha zu Schwarzach
- Buchaberg zu Neukirchen
- Buchamühl zu Neukirchen
- Buchet zu Haibach
- Buchet zu Stallwang
- Buchhof zu Haselbach
- Büchling zu Oberschneiding
- Buchstauden zu Konzell
- Buglau zu Niederwinkling
- Buglmühl zu Rattenberg
- Bühel zu Neukirchen
- Bühel bei Schwarzach zu Schwarzach
- Bühel bei Weißach zu Schwarzach
- Bühelberg zu Neukirchen
- Bühl zu Haibach
- Bühl zu Rattiszell
- Bühlhaus zu Wiesenfelden
- Bühlhof zu Rattenberg
- Bumhofen zu Haselbach
- Burghausen zu Schwarzach
- Burgstadl zu Konzell
- Burgstall zu Aiterhofen
- Burgstall zu Leiblfing
- Burgstall zu Mariaposching
- Burkasberg zu Neukirchen

↑ Zurück zum Inhaltsverzeichnis

### D
- Dambach zu Windberg
- Damersbach zu Schwarzach
- Dammersdorf zu Haibach
- Dammersdorf zu Haselbach
- Degenberg zu Schwarzach
- Degernbach zu Bogen
- Deglholz zu Ascha
- Denkzell zu Konzell
- Dettenkofen zu Geiselhöring
- Dießenbach zu Neukirchen
- Dießenberg zu Neukirchen
- Dietersdorf zu Haselbach
- Dillkofen zu Mallersdorf-Pfaffenberg
- Dirschkirn zu Leiblfing
- Dörfling zu Bogen
- Dörnau zu Neukirchen
- Draht zu Mariaposching
- Dreiwies zu Schwarzach
- Dungerfalter zu Geiselhöring
- Dunk zu Mitterfels
- Dürnhaid zu Niederwinkling
- Dürnhart zu Rain
- Dürrmaul zu Haselbach

↑ Zurück zum Inhaltsverzeichnis

### E
- Eben zu Bogen
- Eben zu Haibach
- Eben zu Schwarzach
- Ebenhof zu Wiesenfelden
- Ebenthan zu Hunderdorf
- Eckenthal zu Laberweinting
- Eckstahl zu Konzell
- Ed zu Schwarzach
- Edbühel zu Schwarzach
- Edenhof zu Haibach
- Edenhof zu Loitzendorf
- Edenhof zu Wiesenfelden
- Edenhofen zu Ascha
- Edenhofen zu Bogen
- Edersberg zu Neukirchen
- Edersdorf zu Schwarzach
- Ederszell zu Rattiszell
- Edt zu Bogen
- Edt zu Haselbach
- Egern zu Hunderdorf
- Eggersberg zu Stallwang
- Eggerszell zu Rattiszell
- Eglsee zu Hunderdorf
- Eglsee zu Oberschneiding
- Ehethal zu Feldkirchen
- Ehren zu Haibach
- Ehren zu Hunderdorf
- Eichlberg zu Kirchroth
- Eiermühle zu Rattiszell
- Einfürst zu Bogen
- Einfürst zu Mitterfels
- Einhausen zu Atting
- Einstück zu Haselbach
- Eisenhart zu Mitterfels
- Eiserszell zu Rattiszell
- Eitting zu Laberweinting
- Elend zu Perasdorf
- Elend zu Wiesenfelden
- Elisabethszell zu Haibach
- Ellaberg zu Hunderdorf
- Emmersdorf zu Rattiszell
- Emmerszell zu Wiesenfelden
- Eng zu Mariaposching
- Engelbarzell zu Wiesenfelden
- Engelsdorf zu Rattenberg
- Englberg zu Mitterfels
- Englhof zu Geiselhöring
- Entau zu Irlbach
- Erpfenzell zu Rattiszell
- Eschlbach zu Leiblfing
- Eschlspitz zu Leiblfing
- Espermühle zu Aiterhofen
- Espern zu Niederwinkling
- Ettersdorf zu Mallersdorf-Pfaffenberg
- Etting zu Schwarzach
- Euersdorf zu Rattiszell
- Exlarn zu Haselbach

↑ Zurück zum Inhaltsverzeichnis

### F
- Fahrenloh zu Windberg
- Fahrmühl zu Ascha
- Fahrndorf zu Mariaposching
- Fahrnhaus zu Wiesenfelden
- Falkenfels
- Feiertaghof zu Windberg
- Feldhof zu Neukirchen
- Feldkirchen
- Felling zu Haselbach
- Fendl zu Leiblfing
- Fierlbach zu Oberschneiding
- Fierlbrunn zu Leiblfing
- Fischbehälter zu Windberg
- Fischerdorf zu Parkstetten
- Forst zu Schwarzach
- Forstbrunn zu Wiesenfelden
- Forsting zu Konzell
- Frammelsberg zu Bogen
- Franken zu Laberweinting
- Frath zu Bogen
- Frath zu Wiesenfelden
- Frauenhofen zu Geiselhöring
- Frauenholz zu Leiblfing
- Fremdstuhl zu Neukirchen
- Freundorf zu Bogen
- Frey zu Geiselhöring
- Friedenhain zu Parkstetten
- Friedenstadl zu Rattenberg
- Frommried zu Haselbach
- Froschau zu Haibach
- Fröschlhof zu Bogen
- Fruhstorf zu Aiterhofen
- Furth zu Bogen
- Fußmühle zu Leiblfing

↑ Zurück zum Inhaltsverzeichnis

### G
- Gaimersbühel zu Schwarzach
- Gaishauben zu Geiselhöring
- Gaishausen zu Hunderdorf
- Gaißing zu Schwarzach
- Gallhofen zu Geiselhöring
- Galling zu Mallersdorf-Pfaffenberg
- Gallner zu Konzell
- Gallnerwies zu Loitzendorf
- Gänsdorf zu Straßkirchen
- Gartenhaus zu Windberg
- Gattendorf zu Perasdorf
- Geiersberg zu Konzell
- Geiselhöring
- Gellersdorf zu Wiesenfelden
- Geltolfing zu Aiterhofen
- Geraszell zu Wiesenfelden
- Geßmannszell zu Wiesenfelden
- Gingkofen zu Geiselhöring
- Gittensdorf zu Loitzendorf
- Glasberg zu Haibach
- Glasbrunn zu Konzell
- Glashütt zu Sankt Englmar
- Gmeinwies zu Rattiszell
- Gnadendorf zu Haibach
- Gneißen zu Rattenberg
- Gonnersdorf zu Haselbach
- Gossersdorf zu Konzell
- Gottesberg zu Bogen
- Göttlingerhöfen zu Wiesenfelden
- Graben zu Neukirchen
- Grabmühl zu Hunderdorf
- Grabmühl zu Wiesenfelden
- Grad zu Neukirchen
- Grafenberg zu Bogen
- Grafentraubach zu Laberweinting
- Grafling zu Oberschneiding
- Grand zu Wiesenfelden
- Grandsberg zu Schwarzach
- Grasleiten zu Wiesenfelden
- Greißing zu Geiselhöring
- Grollhof zu Geiselhöring
- Groß zu Geiselhöring
- Großaich zu Geiselhöring
- Großaich zu Haselbach
- Großenpinning zu Oberschneiding
- Großfeld zu Stallwang
- Großhöfling zu Konzell
- Großklöpfach zu Leiblfing
- Großkohlham zu Mitterfels
- Großlintach zu Bogen
- Großneundling zu Rattiszell
- Großviecht zu Wiesenfelden
- Großwieden zu Konzell
- Großwiese zu Sankt Englmar
- Grub zu Hunderdorf
- Grub zu Perasdorf
- Grub zu Rattenberg
- Grub zu Stallwang
- Grubhof zu Bogen
- Grubhöh zu Bogen
- Grün zu Sankt Englmar
- Grünberg zu Ascha
- Grünberg zu Leiblfing
- Grünbühel zu Schwarzach
- Grünleiten zu Stallwang
- Grünmühl zu Sankt Englmar
- Grünstein zu Schwarzach
- Gsang zu Konzell
- Gscheibtebuchen zu Wiesenfelden
- Gschwellhof zu Rattiszell
- Gschwendt zu Ascha
- Gumpersberg zu Schwarzach
- Gundhöring zu Feldkirchen
- Gunting zu Geiselhöring

↑ Zurück zum Inhaltsverzeichnis

### H
- Haader zu Laberweinting
- Haag zu Niederwinkling
- Haagmühl zu Geiselhöring
- Habelsbach zu Laberweinting
- Haberkofen zu Straßkirchen
- Haberswöhr zu Mariaposching
- Hacka zu Neukirchen
- Hacksberg zu Haibach
- Hadergrub zu Konzell
- Haderhaus zu Rattenberg
- Hadermühl zu Konzell
- Hadersbach zu Geiselhöring
- Häferberg zu Perasdorf
- Hagengrub zu Niederwinkling
- Haggn zu Neukirchen
- Hagmühl zu Stallwang
- Hagnberg zu Mitterfels
- Haggnberg zu Neukirchen
- Hagnhöfen zu Wiesenfelden
- Hagnzell zu Ascha
- Haibach
- Haid zu Bogen
- Haid zu Konzell
- Haid zu Leiblfing
- Haid zu Niederwinkling
- Haid bei Metting zu Leiblfing
- Haidberg zu Sankt Englmar
- Haidbühl zu Haselbach
- Haiderhof zu Konzell
- Haidersberg zu Leiblfing
- Haidhof zu Stallwang
- Haidhof zu Straßkirchen
- Haigrub zu Perasdorf
- Hailing zu Leiblfing
- Hailnstein zu Perasdorf
- Haimelkofen zu Laberweinting
- Haindling zu Geiselhöring
- Haindlingberg zu Geiselhöring
- Hainkirchen zu Mallersdorf-Pfaffenberg
- Hainsbach zu Geiselhöring
- Hainthal zu Mallersdorf-Pfaffenberg
- Hakirchen zu Laberweinting
- Hamberg zu Haselbach
- Hammermühl zu Wiesenfelden
- Hammersdorf zu Rattenberg
- Hankofen zu Leiblfing
- Hanselberg zu Schwarzach
- Hardt zu Leiblfing
- Harpfen zu Schwarzach
- Harpfenmühl zu Schwarzach
- Hart zu Geiselhöring
- Hart zu Laberweinting
- Hartmannsgrub zu Haibach
- Haselbach
- Haselmühle zu Stallwang
- Haselquanten zu Hunderdorf
- Haslach zu Schwarzach
- Haslstein zu Wiesenfelden
- Hauersäge zu Perasdorf
- Haunkenzell zu Rattiszell
- Haunsbach zu Wiesenfelden
- Hauptenberg zu Wiesenfelden
- Häuselberg zu Bogen
- Haushof zu Bogen
- Hausmetting zu Leiblfing
- Heilbrunn zu Wiesenfelden
- Heilingmühl zu Perasdorf
- Heißenzell zu Wiesenfelden
- Helmberg zu Steinach
- Helmprechting zu Geiselhöring
- Hermannsdorf zu Aiterhofen
- Herrnberg zu Ascha
- Herrnberg zu Mitterfels
- Herrnbirket zu Windberg
- Herrnfehlburg zu Rattiszell
- Herrnwies zu Haibach
- Herrnwies zu Haibach
- Hetzhof zu Leiblfing
- Heubeckengrub zu Loitzendorf
- Hienhart zu Oberschneiding
- Hiening zu Haibach
- Hierlbach zu Feldkirchen
- Hilm zu Sankt Englmar
- Hinterascha zu Rattiszell
- Hinterbach zu Laberweinting
- Hinterbuchberg zu Mitterfels
- Hinterdegenberg zu Schwarzach
- Hinterfelling zu Rattenberg
- Hintergrub zu Konzell
- Hinterhof zu Schwarzach
- Hinterschida zu Bogen
- Hintersollach zu Perasdorf
- Hinterwies zu Sankt Englmar
- Hirschberg zu Falkenfels
- Hirschberg zu Wiesenfelden
- Hirschenkreuth zu Mallersdorf-Pfaffenberg
- Hirschkofen zu Feldkirchen
- Hirschling zu Geiselhöring
- Hitzenberg zu Haibach
- Hoch zu Hunderdorf
- Hochfeld zu Ascha
- Hochfeld zu Konzell
- Hochholz zu Hunderdorf
- Hochholz zu Konzell
- Hochholz zu Rattenberg
- Hochhölzl zu Wiesenfelden
- Hochried zu Wiesenfelden
- Hochstetten zu Mallersdorf-Pfaffenberg
- Hochstetten zu Niederwinkling
- Hochstetten zu Perasdorf
- Hochstraß zu Neukirchen
- Hochwies zu Rattenberg
- Hoerabach zu Steinach
- Hof zu Konzell
- Hof zu Sankt Englmar
- Hof zu Schwarzach
- Hof zu Stallwang
- Hof zu Windberg
- Hofberg zu Haibach
- Hofdorf zu Hunderdorf
- Hofen zu Konzell
- Hofkirchen zu Laberweinting
- Höfling zu Ascha
- Höfling zu Haselbach
- Höfling zu Mitterfels
- Höfling zu Neukirchen
- Hofstadt zu Bogen
- Hofstetten zu Haselbach
- Hofweinzier zu Bogen
- Höhenberg zu Perasdorf
- Höhenberg zu Schwarzach
- Höhenberg zu Wiesenfelden
- Höhenrain zu Mariaposching
- Hohenried zu Bogen
- Höhenstadl zu Loitzendorf
- Höhenstein zu Stallwang
- Hohenthan zu Windberg
- Höhl zu Niederwinkling
- Höllberg zu Haselbach
- Hölldorf zu Oberschneiding
- Höllgrub zu Haselbach
- Höllhaus zu Haselbach
- Höllhof zu Konzell
- Höllmühl zu Mitterfels
- Holz zu Schwarzach
- Holzen zu Mallersdorf-Pfaffenberg
- Holzhaus zu Konzell
- Holzhaus zu Loitzendorf
- Holzhof zu Loitzendorf
- Hölzl zu Schwarzach
- Holzmauer zu Leiblfing
- Holzmühle zu Falkenfels
- Holztaubach zu Mallersdorf-Pfaffenberg
- Höpflhof zu Steinach
- Hörabach zu Bogen
- Hörgelsdorf zu Mallersdorf-Pfaffenberg
- Hörmannsberg zu Mitterfels
- Hötzelsdorf zu Wiesenfelden
- Hub zu Wiesenfelden
- Hubing zu Rattenberg
- Hügelhof zu Sankt Englmar
- Hunderdorf zu Aiterhofen
- Hunderdorf
- Hundldorf zu Mariaposching
- Hungerszell zu Neukirchen
- Hüttenzell zu Rattiszell
- Hutterhof zu Bogen

↑ Zurück zum Inhaltsverzeichnis

### I
- Ichenberg zu Konzell
- Ichendorf zu Konzell
- Iglhaft zu Bogen
- Illbach zu Geiselhöring
- Inderbogen zu Neukirchen
- Innerhienthal zu Feldkirchen
- Irensfelden zu Windberg
- Irlach zu Hunderdorf
- Irlach zu Neukirchen
- Irlbach
- Irlberg zu Konzell
- Irlbruck zu Schwarzach
- Irling zu Rattiszell
- Irlmühl zu Rattenberg
- Irlmühl zu Schwarzach
- Irlmühl zu Stallwang
- Irlmühle zu Neukirchen
- Irrn zu Bogen
- Irschenbach zu Haibach

↑ Zurück zum Inhaltsverzeichnis

### J
- Jacklhäusl zu Windberg
- Jägerberg zu Leiblfing
- Jägershöfen zu Wiesenfelden
- Jubelheim zu Rattiszell

↑ Zurück zum Inhaltsverzeichnis

### K
- Kager zu Loitzendorf
- Kager zu Neukirchen
- Kager zu Wiesenfelden
- Kagerhof zu Wiesenfelden
- Kälberhof zu Wiesenfelden
- Kaltenbrunn zu Geiselhöring
- Kaltenbrunn zu Leiblfing
- Kammerau zu Niederwinkling
- Kammersdorf zu Stallwang
- Kammühl zu Schwarzach
- Kapflberg zu Steinach
- Kapflhof zu Haselbach
- Kapitelholz zu Leiblfing
- Kasparzell zu Konzell
- Kastenfeld zu Mitterfels
- Kellburg zu Rattenberg
- Kesselboden zu Wiesenfelden
- Kiefelmauth zu Kirchroth
- Kienberg zu Ascha
- Kienoden zu Salching
- Kieselhaus zu Wiesenfelden
- Kipfstuhl zu Perasdorf
- Kirchmatting zu Salching
- Kirchroth
- Kitzholz zu Perasdorf
- Klause zu Mallersdorf-Pfaffenberg
- Kleinaich zu Geiselhöring
- Kleinbruck zu Konzell
- Kleineich zu Haselbach
- Kleinfeld zu Loitzendorf
- Kleinhöfling zu Konzell
- Kleinklöpfach zu Leiblfing
- Kleinkohlham zu Mitterfels
- Kleinlintach zu Bogen
- Kleinmenach zu Konzell
- Kleinmenhaupten zu Konzell
- Kleinneundling zu Wiesenfelden
- Kleinpinning zu Oberschneiding
- Kleinpönning zu Geiselhöring
- Kleintaiding zu Oberschneiding
- Kleinviecht zu Wiesenfelden
- Kleinwieden zu Konzell
- Kleinwissing zu Geiselhöring
- Kleinzaitzkofen zu Mallersdorf-Pfaffenberg
- Klinglbach zu Sankt Englmar
- Klingldorf zu Sankt Englmar
- Klostermühl zu Windberg
- Kögl zu Mitterfels
- Kohlstadt zu Mariaposching
- Kohlwessen zu Perasdorf
- Kolbach zu Geiselhöring
- Kölburg zu Konzell
- Kolmberg zu Sankt Englmar
- Königseck zu Stallwang
- Königswinkl zu Geiselhöring
- Konzell
- Konzell-Süd zu Konzell
- Körbling zu Rattiszell
- Kornbach zu Leiblfing
- Kößnach zu Kirchroth
- Kostenz zu Perasdorf
- Kraburg zu Geiselhöring
- Kragenroth zu Wiesenfelden
- Kragnmühl zu Wiesenfelden
- Krähhof zu Ascha
- Krautgartenholz zu Haibach
- Kreut zu Konzell
- Kreuth zu Laberweinting
- Kreuzberg zu Windberg
- Kreuzhaus zu Haibach
- Kreuzhaus zu Neukirchen
- Kreuzkirchen zu Mitterfels
- Kriegsstadl zu Leiblfing
- Kriseszell zu Rattenberg
- Krottenholz zu Haibach
- Krumbach zu Kirchroth
- Kuchlhof zu Wiesenfelden
- Kufhäusern zu Haibach
- Kuglmühl zu Stallwang
- Kumpfmühl zu Ascha
- Kumpfmühl zu Konzell
- Kumpfmühl zu Schwarzach
- Kumpfmühle zu Mallersdorf-Pfaffenberg
- Kuniskofen zu Konzell

↑ Zurück zum Inhaltsverzeichnis

### L
- Laberweinting
- Landasberg zu Haibach
- Landorf zu Stallwang
- Landstorf zu Aholfing
- Langenrain zu Niederwinkling
- Langhof zu Geiselhöring
- Langholz zu Neukirchen
- Lanzlberg zu Haibach
- Lauterbach zu Niederwinkling
- Lehel zu Niederwinkling
- Lehenbach zu Wiesenfelden
- Lehenfeld zu Neukirchen
- Lehrlbach zu Mallersdorf-Pfaffenberg
- Leiblfing
- Leimbühl zu Haselbach
- Leimbühl zu Perasdorf
- Leimbühlholz zu Haibach
- Leimbühlholz zu Haselbach
- Leiten zu Kirchroth
- Leitersdorf zu Laberweinting
- Leithen zu Haibach
- Lenach zu Bogen
- Lengfeld zu Perasdorf
- Lenzing zu Niederwinkling
- Lichtenberg zu Oberschneiding
- Lichthof zu Oberschneiding
- Lichting zu Oberschneiding
- Liepolding zu Bogen
- Limpflbach zu Rattiszell
- Lindenbrunn zu Hunderdorf
- Lindfeld zu Hunderdorf
- Lindforst zu Schwarzach
- Lindhof zu Aiterhofen
- Lindloh zu Feldkirchen
- Lintach zu Hunderdorf
- Loderwinkl zu Sankt Englmar
- Loham zu Mariaposching
- Lohhof zu Bogen
- Lohhof zu Neukirchen
- Lohhof zu Oberschneiding
- Lohholz zu Niederwinkling
- Lohmühl zu Neukirchen
- Lohmühle zu Geiselhöring
- Loidershof zu Haibach
- Loitzendorf

↑ Zurück zum Inhaltsverzeichnis

### M
- Machtenhof zu Rattiszell
- Maibrunn zu Sankt Englmar
- Maierhof zu Rattenberg
- Maierhof zu Salching
- Maierhofen zu Haibach
- Maierhofen zu Loitzendorf
- Maiszell zu Rattiszell
- Makofen zu Straßkirchen
- Malchesing zu Geiselhöring
- Mallersdorf zu Mallersdorf-Pfaffenberg
- Mallersdorf-Pfaffenberg
- March zu Loitzendorf
- Mariaposching
- Markbuchen zu Sankt Englmar
- Matting zu Salching
- Maulendorf zu Rattenberg
- Maulhof zu Neukirchen
- Meidendorf zu Windberg
- Meindling zu Oberschneiding
- Meinstorf zu Sankt Englmar
- Meisenthal zu Haselbach
- Menhaupten zu Konzell
- Metting zu Leiblfing
- Metzgerhof zu Bogen
- Miething zu Mitterfels
- Mitterberg zu Neukirchen
- Mitterberg zu Sankt Englmar
- Mitterbühl zu Bogen
- Mitterfels
- Mitterharthausen zu Feldkirchen
- Mitterhaselbach zu Mallersdorf-Pfaffenberg
- Mitterkogl zu Neukirchen
- Mittermühl zu Bogen
- Mitterrain zu Niederwinkling
- Mitterschida zu Bogen
- Mitterwachsenberg zu Neukirchen
- Mittnach zu Wiesenfelden
- Moos zu Mariaposching
- Moos zu Niederwinkling
- Moos zu Steinach
- Moosdorf zu Aiterhofen
- Moosmühl zu Rattenberg
- Muckenwinkling zu Bogen
- Muggenthal zu Bogen
- Mühlau zu Ascha
- Mühlberg zu Schwarzach
- Mühlbogen zu Perasdorf
- Mühlthal zu Bogen
- Münchsdorf zu Oberschneiding
- Münchshöfen zu Oberschneiding
- Münchszell zu Sankt Englmar
- Mundlfing zu Leiblfing
- Münster zu Steinach
- Mutzendorf zu Rattiszell

↑ Zurück zum Inhaltsverzeichnis

### N
- Neidau zu Hunderdorf
- Nesselbach zu Bogen
- Netzstuhl zu Windberg
- Neubüchling zu Oberschneiding
- Neuburg zu Mallersdorf-Pfaffenberg
- Neudau zu Kirchroth
- Neudeck zu Wiesenfelden
- Neufang zu Feldkirchen
- Neuhammer zu Rattenberg
- Neuhaus zu Wiesenfelden
- Neuhausen zu Oberschneiding
- Neuhofen zu Laberweinting
- Neukirchen
- Neumühl zu Kirchroth
- Neumühle zu Mitterfels
- Neumühle zu Wiesenfelden
- Neundling zu Rattiszell
- Neurandsberg zu Rattenberg
- Neurimmersdorf zu Haibach
- Neuroth zu Kirchroth
- Neuvielreich zu Haibach
- Neuweiher zu Wiesenfelden
- Niederachdorf zu Kirchroth
- Niederast zu Straßkirchen
- Niedereier zu Rattiszell
- Niederharthausen zu Aiterhofen
- Niederhofen zu Neukirchen
- Niederhofen zu Schwarzach
- Niederkinsach zu Stallwang
- Niederlindhart zu Mallersdorf-Pfaffenberg
- Niedermenach zu Bogen
- Niedermotzing zu Aholfing
- Niederpiebing zu Salching
- Niederried zu Bogen
- Niederroith zu Wiesenfelden
- Niederschneiding zu Oberschneiding
- Niedersunzing zu Leiblfing
- Niederwalting zu Oberschneiding
- Niederwinkling
- Noisling zu Oberschneiding
- Notzling zu Neukirchen

↑ Zurück zum Inhaltsverzeichnis

### O
- Oberalteich zu Bogen
- Oberascha zu Ascha
- Oberbocksberg zu Rattenberg
- Oberbucha zu Windberg
- Oberellenbach zu Mallersdorf-Pfaffenberg
- Oberfreundorf zu Bogen
- Obergallhofen zu Geiselhöring
- Obergraßlfing zu Laberweinting
- Obergrub zu Haibach
- Obergschwandt zu Rattenberg
- Oberhaag zu Sankt Englmar
- Oberhartberg zu Mitterfels
- Oberharthausen zu Geiselhöring
- Oberharthof zu Parkstetten
- Oberhaselbach zu Mallersdorf-Pfaffenberg
- Oberhausen zu Mallersdorf-Pfaffenberg
- Oberhof zu Wiesenfelden
- Oberhofen zu Schwarzach
- Oberholzen zu Geiselhöring
- Oberhunderdorf zu Hunderdorf
- Oberkinsach zu Stallwang
- Oberkogl zu Neukirchen
- Oberlindberg zu Perasdorf
- Oberlindhart zu Mallersdorf-Pfaffenberg
- Obermannbach zu Loitzendorf
- Obermenach zu Bogen
- Obermiethnach zu Kirchroth
- Obermotzing zu Aholfing
- Obermühl zu Haibach
- Obermühlbach zu Neukirchen
- Oberndorf zu Geiselhöring
- Obernebling zu Haibach
- Oberniedersteinach zu Ascha
- Oberparkstetten zu Parkstetten
- Oberpiebing zu Salching
- Oberpischlsberg zu Bogen
- Oberried zu Bogen
- Oberroith zu Wiesenfelden
- Oberrottensdorf zu Perasdorf
- Oberschellnberg zu Perasdorf
- Oberschneiding
- Oberstein zu Rattenberg
- Oberstetten zu Hunderdorf
- Obersunzing zu Leiblfing
- Oberumwangen zu Rattenberg
- Oberwachsenberg zu Neukirchen
- Oberwalting zu Leiblfing
- Oberweinberg zu Rattiszell
- Oberwieden zu Bogen
- Oberwiesing zu Haselbach
- Oberwinkling zu Niederwinkling
- Oberzeitldorn zu Kirchroth
- Ochsenweiher zu Windberg
- Öd zu Hunderdorf
- Öd zu Wiesenfelden
- Öd bei Buchamühl zu Neukirchen
- Odenberg zu Niederwinkling
- Ödenried zu Wiesenfelden
- Ödhof zu Bogen
- Ödhof zu Rattenberg
- Ödling zu Stallwang
- Ödmühle zu Aiterhofen
- Ödwiesen zu Laberweinting
- Oed bei Reisach zu Neukirchen
- Oedhof zu Straßkirchen
- Ohmühl zu Bogen
- Opperkofen zu Feldkirchen
- Oppersdorf zu Bogen
- Osteranger zu Perasdorf
- Osterberg zu Bogen
- Osterham zu Laberweinting

↑ Zurück zum Inhaltsverzeichnis

### P
- Padering zu Oberschneiding
- Paitzkofen zu Straßkirchen
- Pareszell zu Rattenberg
- Peinkofen zu Oberschneiding
- Pellham zu Steinach
- Penzhaus zu Stallwang
- Penzkofen zu Schwarzach
- Perasdorf
- Perkam
- Petzendorf zu Niederwinkling
- Pfaffenberg zu Mallersdorf-Pfaffenberg
- Pfaffenberg zu Rattiszell
- Pfaffenpoint zu Salching
- Pfahlhaus zu Rattiszell
- Pfarrerberg zu Haibach
- Pfarrholz zu Haselbach
- Pfauhof zu Loitzendorf
- Pfelling zu Bogen
- Pichlberg zu Wiesenfelden
- Pichsee zu Kirchroth
- Piehlhof zu Stallwang
- Piehlmühl zu Stallwang
- Pielhof zu Ascha
- Piering zu Salching
- Pilgramsberg zu Rattiszell
- Pillersberg zu Haibach
- Pilling zu Perkam
- Pillnach zu Kirchroth
- Pirkmühl zu Haibach
- Pisat zu Mallersdorf-Pfaffenberg
- Pittrich zu Kirchroth
- Pitzenfeld zu Schwarzach
- Pitzenloh zu Schwarzach
- Plenthof zu Neukirchen
- Plenting zu Rattiszell
- Pondorf zu Kirchroth
- Ponholz zu Schwarzach
- Pönning zu Geiselhöring
- Poschenhof zu Laberweinting
- Pöslasberg zu Konzell
- Prellerhaus zu Sankt Englmar
- Prettbach zu Schwarzach
- Prommersberg zu Wiesenfelden
- Prünst zu Neukirchen
- Prünstfehlburg zu Haibach
- Puchhof zu Aholfing
- Pullach zu Geiselhöring
- Punzendorf zu Konzell
- Pürgl zu Neukirchen
- Pürstenberg zu Mitterfels
- Putzenhofen zu Straßkirchen

↑ Zurück zum Inhaltsverzeichnis

### R
- Radldorf zu Perkam
- Radlmoos zu Leiblfing
- Radmoos zu Haibach
- Radmoos zu Neukirchen
- Rain
- Rainfurt zu Bogen
- Rainting zu Oberschneiding
- Ramling zu Ascha
- Rammersberg zu Hunderdorf
- Rankam zu Bogen
- Rattenberg
- Rattiszell
- Ratzing zu Haibach
- Rauher zu Leiblfing
- Rautenstock zu Perasdorf
- Recksberg zu Haibach
- Redlingsfurth zu Haibach
- Redlmühl zu Rattenberg
- Reiben zu Haselbach
- Reiben zu Konzell
- Reibersdorf zu Parkstetten
- Reichermühle zu Laberweinting
- Reichersdorf zu Stallwang
- Reihnbachholz zu Haselbach
- Reisach zu Neukirchen
- Reisach zu Sankt Englmar
- Reisach zu Stallwang
- Reisachmühl zu Schwarzach
- Reisberg zu Geiselhöring
- Reißen zu Schwarzach
- Reißing zu Oberschneiding
- Reithof zu Leiblfing
- Renften zu Rattenberg
- Rennerhof zu Oberschneiding
- Rettenbach zu Konzell
- Rettenbach zu Sankt Englmar
- Reuth zu Laberweinting
- Ried zu Mallersdorf-Pfaffenberg
- Ried zu Perasdorf
- Ried zu Stallwang
- Ried zu Windberg
- Riedelswald zu Haibach
- Riedelswald zu Rattenberg
- Riedern zu Haibach
- Riederszell zu Falkenfels
- Riedhof zu Schwarzach
- Riedling zu Oberschneiding
- Riedloh zu Schwarzach
- Riemersdorf zu Konzell
- Riglberg zu Hunderdorf
- Rimbach I zu Neukirchen
- Rimbach II zu Neukirchen
- Rinkam zu Atting
- Rißmannsdorf zu Loitzendorf
- Rißmühl zu Stallwang
- Rogendorf zu Haselbach
- Rohrhof zu Aiterhofen
- Rohrhof zu Leiblfing
- Rohrloh zu Wiesenfelden
- Rohrmühl zu Schwarzach
- Röhrmühle zu Konzell
- Röhrnau zu Hunderdorf
- Roith zu Kirchroth
- Roith zu Mallersdorf-Pfaffenberg
- Roithof zu Parkstetten
- Rosenhof zu Haselbach
- Roßberg zu Stallwang
- Roßhart zu Leiblfing
- Roßhaupten zu Haibach
- Roßhaupten zu Haselbach
- Roßmühle zu Wiesenfelden
- Roth zu Falkenfels
- Rotham zu Steinach
- Rothenberg zu Wiesenfelden
- Rothenbrunn zu Wiesenfelden
- Rothhäusl zu Haselbach
- Rothmühl zu Falkenfels
- Rothmühle zu Leiblfing
- Rottensdorf zu Loitzendorf
- Ruhstorf zu Laberweinting
- Rupertshof zu Wiesenfelden
- Rutzenbach zu Leiblfing

↑ Zurück zum Inhaltsverzeichnis

### S
- Sackhof zu Steinach
- Sägmühl zu Haibach
- Sägmühl zu Stallwang
- Sagstetten zu Niederwinkling
- Salching
- Sallach zu Geiselhöring
- Sand zu Aiterhofen
- Sandhof zu Bogen
- Sandweg zu Windberg
- Sankt Egidi zu Sankt Englmar
- Sankt Englmar
- Sankt Johann zu Falkenfels
- Sankt Rupert zu Wiesenfelden
- Saulbach zu Feldkirchen
- Saulburg zu Wiesenfelden
- Schachten zu Perasdorf
- Schafberg zu Hunderdorf
- Schambach zu Straßkirchen
- Scharn zu Mallersdorf-Pfaffenberg
- Scheften zu Parkstetten
- Scheftenhäusl zu Parkstetten
- Scheftenhof zu Parkstetten
- Scheftenmühle zu Parkstetten
- Scheibelsgrub zu Mitterfels
- Scheibelsried zu Konzell
- Schellnbach zu Perasdorf
- Schelmenloh zu Geiselhöring
- Schelnbach zu Neukirchen
- Schergengrub zu Rattenberg
- Schickersgrub zu Neukirchen
- Schiederhof zu Wiesenfelden
- Schieglmühle zu Geiselhöring
- Schierlhof zu Oberschneiding
- Schierlmühle zu Mallersdorf-Pfaffenberg
- Schindlfurth zu Haselbach
- Schleinkof zu Leiblfing
- Schleißersgrub zu Stallwang
- Schmelling zu Haselbach
- Schmidberg zu Haibach
- Schnatting zu Oberschneiding
- Schöfbach zu Mallersdorf-Pfaffenberg
- Schönbrunn zu Wiesenfelden
- Schönbühl zu Schwarzach
- Schönstein zu Stallwang
- Schoppühl zu Mitterfels
- Schrolling zu Niederwinkling
- Schuhchristleger zu Haibach
- Schwachshof zu Rattiszell
- Schwarzach
- Schwarzendachsberg zu Haselbach
- Schwarzenstein zu Haselbach
- Schwarzenstein zu Perasdorf
- Schwemm zu Wiesenfelden
- Schwimmbach zu Leiblfing
- Schwineck zu Leiblfing
- Seehof zu Straßkirchen
- Seemuck zu Haibach
- Seethal zu Mallersdorf-Pfaffenberg
- Seethal zu Neukirchen
- Seibersdorf zu Leiblfing
- Seiderau zu Niederwinkling
- Seign zu Haibach
- Semmersdorf zu Haibach
- Sicklasberg zu Konzell
- Siebenkofen zu Oberschneiding
- Siegenfurt zu Haibach
- Siegersdorf zu Rattenberg
- Siffelbrunn zu Leiblfing
- Siglbrunn zu Falkenfels
- Socka zu Falkenfels
- Sollach zu Hunderdorf
- Sollerholz zu Haibach
- Sollerwies zu Haibach
- Sommerberg zu Haibach
- Sommersdorf zu Mariaposching
- Sondergai zu Leiblfing
- Sonnberg zu Konzell
- Sophienhof zu Irlbach
- Sparr zu Neukirchen
- Spitalholz zu Leiblfing
- Spitzhaus zu Wiesenfelden
- Spormühl zu Rattiszell
- Spornhüttling zu Mitterfels
- Stadlberg zu Wiesenfelden
- Stadldorf zu Kirchroth
- Stallwang
- Starzenberg zu Hunderdorf
- Staudach zu Schwarzach
- Staudach zu Windberg
- Staudenau zu Sankt Englmar
- Staudenhaus zu Wiesenfelden
- Steckenhof zu Haselbach
- Steg zu Neukirchen
- Stegberg zu Haibach
- Stegbergmühl zu Haibach
- Stegholz zu Bogen
- Stegmühl zu Bogen
- Stegmühl zu Falkenfels
- Steinach
- Steinachern zu Rattenberg
- Steinberg zu Stallwang
- Steinbühl zu Stallwang
- Steinburg zu Hunderdorf
- Steinernkreuz zu Stallwang
- Steinerrain zu Niederwinkling
- Steinhaus zu Mitterfels
- Steinkirchen zu Mallersdorf-Pfaffenberg
- Steinrain zu Mallersdorf-Pfaffenberg
- Steinrain zu Mariaposching
- Steinrießl zu Mitterfels
- Stephling zu Bogen
- Stephlingerstand zu Niederwinkling
- Sernhäusl zu Windberg
- Stetten zu Hunderdorf
- Stetten zu Straßkirchen
- Stiersdorf zu Mallersdorf-Pfaffenberg
- Stippich zu Neukirchen
- Stocka zu Konzell
- Stockach zu Schwarzach
- Stockhaus zu Konzell
- Stockhaus zu Rattenberg
- Stockmühle zu Parkstetten
- Stockwies zu Hunderdorf
- Stockwies zu Loitzendorf
- Stofflach zu Mallersdorf-Pfaffenberg
- Strahberg zu Schwarzach
- Strähberg zu Oberschneiding
- Straßhäuser zu Rattiszell
- Straßhof zu Mitterfels
- Straßkirchen
- Straßmühle zu Leiblfing
- Streifenau zu Konzell
- Streitberg zu Loitzendorf
- Stubenhof zu Stallwang
- Stützenbrunn zu Stallwang

↑ Zurück zum Inhaltsverzeichnis

### T
- Taiding zu Oberschneiding
- Talmühle zu Mitterfels
- Taußersdorf zu Neukirchen
- Tempelhof zu Haibach
- Thal zu Schwarzach
- Thal zu Straßkirchen
- Thalstetten zu Kirchroth
- Thananger zu Hunderdorf
- Thanhaus zu Haibach
- Thanhof zu Ascha
- Thanholz zu Haibach
- Thannerhof zu Neukirchen
- Thennengraben zu Wiesenfelden
- Thurasdorf zu Haselbach
- Thurasdorf zu Parkstetten
- Thurasdorf zu Wiesenfelden
- Thurnhof zu Parkstetten
- Tiefenbach zu Haselbach
- Tiefenbrunn zu Straßkirchen
- Tiefendorf zu Schwarzach
- Tiefengraben zu Stallwang
- Tradt zu Mariaposching
- Treffendorf zu Stallwang
- Trudendorf zu Bogen
- Tuffing zu Geiselhöring

↑ Zurück zum Inhaltsverzeichnis

### U
- Unterbucha zu Windberg
- Unterbuchaberg zu Windberg
- Unterellenbach zu Mallersdorf-Pfaffenberg
- Unterfreundorf zu Bogen
- Untergraßlfing zu Laberweinting
- Untergrub zu Haibach
- Untergschwandt zu Rattenberg
- Unterhaag zu Sankt Englmar
- Unterhartberg zu Mitterfels
- Unterharthof zu Parkstetten
- Unterhaselbach zu Mallersdorf-Pfaffenberg
- Unterhausen zu Mallersdorf-Pfaffenberg
- Unterholzen zu Haselbach
- Unterholzen zu Perasdorf
- Unterholzen zu Rattenberg
- Unterkogl zu Neukirchen
- Unterlindberg zu Perasdorf
- Untermannbach zu Stallwang
- Untermiethnach zu Kirchroth
- Untermühlbach zu Neukirchen
- Unternebling zu Haibach
- Unterniedersteinach zu Ascha
- Unterparkstetten zu Parkstetten
- Unterperasdorf zu Perasdorf
- Unterpischlsberg zu Bogen
- Unterrottensdorf zu Perasdorf
- Unterschellnberg zu Perasdorf
- Unterstein zu Rattenberg
- Unterumwangen zu Rattenberg
- Unterwachsenberg zu Neukirchen
- Unterweinberg zu Rattiszell
- Unterwieden zu Bogen
- Unterwiesing zu Haselbach
- Unterwolfessen zu Neukirchen
- Upfkofen zu Mallersdorf-Pfaffenberg
- Uttendorf zu Haselbach
- Utzenzell zu Wiesenfelden
- Utzmannsdorf zu Stallwang

↑ Zurück zum Inhaltsverzeichnis

### V
- Veitsberg zu Perkam
- Velling zu Schwarzach
- Viertl zu Konzell
- Vilsmoos zu Wiesenfelden
- Vogelsang zu Wiesenfelden
- Vorbühl zu Niederwinkling
- Vorderbuchberg zu Mitterfels
- Vorderfelling zu Rattenberg
- Vorderhof zu Schwarzach
- Vorderschida zu Bogen
- Vornwald zu Haibach
- Vornwald zu Rattenberg

↑ Zurück zum Inhaltsverzeichnis

### W
- Waashof zu Feldkirchen
- Wackerstall zu Leiblfing
- Wagensonn zu Mallersdorf-Pfaffenberg
- Wahdorf zu Haibach
- Waidbach zu Bogen
- Waidholz zu Bogen
- Waldhof zu Mallersdorf-Pfaffenberg
- Waldmenach zu Konzell
- Waldwies zu Haibach
- Wallkofen zu Geiselhöring
- Wallmühle zu Atting
- Walpersberg zu Perasdorf
- Waltendorf zu Niederwinkling
- Waltersdorf zu Bogen
- Wäscherszell zu Rattiszell
- Waschmühle zu Mallersdorf-Pfaffenberg
- Wasenhof zu Kirchroth
- Wassergraben zu Windberg
- Wassesbühl zu Rattenberg
- Wastlhof zu Wiesenfelden
- Weberhäusl zu Rattenberg
- Wegern zu Hunderdorf
- Weichs zu Laberweinting
- Weidenhof zu Rattenberg
- Weidenhofen zu Bogen
- Weidenschaft zu Rattenberg
- Weidmühle zu Geiselhöring
- Weiher zu Kirchroth
- Weiher zu Konzell
- Weiherhaus zu Wiesenfelden
- Weiherhäusl zu Bogen
- Weihermühl zu Stallwang
- Weihern zu Leiblfing
- Weiling zu Feldkirchen
- Weilnberg zu Mallersdorf-Pfaffenberg
- Weinberg zu Bogen
- Weinberg zu Hunderdorf
- Weinberg zu Mallersdorf-Pfaffenberg
- Weinfurth zu Falkenfels
- Weingarten zu Geiselhöring
- Weingarten zu Haibach
- Weingarten zu Mitterfels
- Weingraben zu Ascha
- Weingraben zu Bogen
- Weisholz zu Rattenberg
- Weißach zu Schwarzach
- Weißenberg zu Schwarzach
- Weißendachsberg zu Haselbach
- Welchenberg zu Niederwinkling
- Wenamühl zu Haselbach
- Wessen zu Perasdorf
- Westen zu Mallersdorf-Pfaffenberg
- Wetzelsberg zu Stallwang
- Wetzstein zu Perasdorf
- Wieden zu Perasdorf
- Wiedenhof zu Steinach
- Wies zu Rattenberg
- Wiesendorf zu Rain
- Wiesenfelden
- Wiesenzell zu Ascha
- Wieshof zu Perasdorf
- Wiespoint zu Mitterfels
- Willersberg zu Ascha
- Willerszell zu Ascha
- Wimpassing zu Schwarzach
- Windberg
- Winisau zu Mallersdorf-Pfaffenberg
- Winkl zu Mallersdorf-Pfaffenberg
- Winklmühle zu Mallersdorf-Pfaffenberg
- Winterberg zu Haibach
- Wissing zu Geiselhöring
- Wolferkofen zu Oberschneiding
- Wolferszell zu Steinach
- Wolfessen zu Perasdorf
- Wolfsberg zu Steinach
- Wolfsdrüssel zu Steinach
- Wollersdorf zu Mitterfels
- Wullendorf zu Wiesenfelden

↑ Zurück zum Inhaltsverzeichnis

### Z
- Zachersdorf zu Haselbach
- Zackenberg zu Mitterfels
- Zeißlhof zu Laberweinting
- Zellwies zu Rattenberg
- Zellwies zu Sankt Englmar
- Zieger zu Wiesenfelden
- Zieglhaus zu Wiesenfelden
- Zierling zu Rattenberg
- Ziermühl zu Haselbach
- Ziernberg zu Rattenberg
- Zinzenzell zu Wiesenfelden
- Zirnberg zu Wiesenfelden
- Zisterau zu Rattiszell
- Zisterhof zu Rattiszell

↑ Zurück zum Inhaltsverzeichnis